# Tommy Magee
Tommy Magee (Widnes, 12 maggio 1899 – 4 maggio 1974) è stato un calciatore inglese, di ruolo centrocampista.

## Palmarès

### Club
- Campionato inglese: 1

West Bromwich: 1919-1920
- Charity Shield: 1

West Bromwich: 1920